# Rudi Fehr
Rudolf A. „Rudi“ Fehr (* 6. Juli 1911 in Berlin, Deutsches Reich; † 16. April 1999 in Los Angeles, Kalifornien) war ein deutsch-US-amerikanischer Filmeditor und Studioverantwortlicher sowohl bei Warner Bros. als auch bei American Zoetrope.

## Leben
Der gebürtige Berliner Rudolf Fehr schnitt 1931 mit Der Schlemihl seinen ersten Film und arbeitete anschließend einige Jahre als Schnittmeister für den jüdischen Filmproduzenten Sam Spiegel, mit dem er auch vor den Nazis aus Deutschland über Österreich nach England floh. Dort arbeitete er am Filmschnitt von Buster Keatons Komödie The Invader mit. Ab 1936 zog er nach Hollywood, wo er anfangs für 60 US-Dollar die Woche deutsche Filme ins Englische übersetzte. Nach kurzer Zeit erhielt er allerdings von Warner Bros. einen Posten als Schnittassistent von Warren Low. Nachdem er mit My Love Came Back 1940 erstmals eigenverantwortlich einen Spielfilm schnitt, war er in den folgenden 15 Jahren für Filme wie Ich beichte und Bei Anruf Mord, beide von Alfred Hitchcock, als Editor tätig.
Fehr wurde 1952 von Jack L. Warner als Präsident der Produktion in die Studioleitung befördert, wodurch er, mit einer Ausnahme bei der Nachbearbeitung von THX 1138, fast 30 Jahre lang keinen Film mehr schneiden sollte. Nachdem Fehr 1976 sich als Studioverantwortlicher aus dem Geschäft zurückgezogen hatte, ging er nach Europa, wo er für Warner deutsche, französische, italienische und spanische Filme sichtete, die Potential für eine Hollywoodadaption hatten. 1982 wurde er von Francis Ford Coppola für dessen Produktionsfirma American Zoetrope als Leiter der Postproduktion eingestellt, wodurch er auch dazu kam, dessen Film Einer mit Herz zu schneiden. Mit der Filmkomödie Die Ehre der Prizzis schnitt Fehr, gemeinsam mit seiner Tochter Kaja Fehr, seinen letzten Film und konnte 1986 mit einer Oscarnominierung für den Besten Schnitt seinen größten Erfolg feiern.
Seit dem 28. Januar 1940 war Rudi Fehr mit der Schauspielerin Maris Wrixon verheiratet, die er während des Drehs von Der Dollarsegen kennenlernte. Bis zu Fehrs Tod blieben sie verheiratet und hatten vier gemeinsame Kinder, darunter die Editorin Kaja Fehr. Am 16. April 1999 verstarb Rudi Fehr infolge eines Herzinfarktes.

## Filmografie (Auswahl)
- 1931: Der Schlemihl
- 1933: Le tunnel
- 1936: The Invader
- 1940: My Love Came Back
- 1941: Agenten der Nacht (All through the Night)
- 1941: Der Dollarsegen (Million Dollar Baby)
- 1942: Sabotageauftrag Berlin (Desperate Journey)
- 1943: Watch on the Rhine
- 1944: Der Ring der Verschworenen (The Conspirators)
- 1944: Zwischen zwei Welten (Between Two Worlds)
- 1946: Die große Lüge (A Stolen Life)
- 1946: Eine Lady für den Gangster (Nobody lives forever)
- 1946: Humoreske (Humoresque)
- 1946: Devotion [1943 gedreht]
- 1947: Hemmungslose Liebe (Possessed)
- 1948: Gangster in Key Largo (Key Largo)
- 1948: Zaubernächte in Rio (Romance on the High Seas)
- 1949: Die sündige Stadt (The Inspector General)
- 1949: Der Stachel des Bösen (Beyond the Forest)
- 1949: Venus am Strand (The Girl from Jones Beach)
- 1950: Herr der rauhen Berge (Rocky Mountain)
- 1950: Im Solde des Satans (The Damned Don’t Cry)
- 1951: Goodbye, My Fancy
- 1953: Das Kabinett des Professor Bondi (House of Wax)
- 1953: Ich beichte (I Confess)
- 1953: El Khobar – Schrecken der Wüste (The Desert Song) (Produktion)
- 1954: Bei Anruf Mord (Dial M for Murder)
- 1954: Dieser Mann weiß zu viel (Riding Shotgun)
- 1955: Land der Pharaonen (Land of the Pharaohs)
- 1971: THX 1138 (Nachbearbeitung als Studioverantwortlicher, nicht im Abspann erwähnt)
- 1982: Einer mit Herz (One from the Heart)
- 1985: Die Ehre der Prizzis (Prizzi’s Honor)

## Auszeichnungen (Auswahl)
- 1986: Oscarnominierung für den Besten Schnitt von Die Ehre der Prizzis
- 1990: Der Verdienstorden des Landes Berlin (für die Initiierung der Städtepartnerschaft zwischen Los Angeles und Berlin)
- 1993: Der ACE Career Achievement Award der American Cinema Editors